# Сокољники арена
Сокољники арена (рус. Дворец Спорта «Сокольники»), вишенаменска је арена у Москви, Русија. Отворена је 1973. године и има капацитет за око 5.530 људи. Пре свега се користи за утакмице хокеја на леду, а домаћи је терен ХК Спартак Москва, који игра у Континенталној хокејашкој лиги. У Лужњики арени одржала су се рукометна такмичења на Олимпијским играма 1980. године, као и нека такмичења на VII издању Универзијаде.